# Hormetica ventralis
Hormetica ventralis är en kackerlacksart som beskrevs av Hermann Burmeister 1838. Hormetica ventralis ingår i släktet Hormetica och familjen jättekackerlackor. Inga underarter finns listade i Catalogue of Life.